# Rhodostrophia discopunctata
Rhodostrophia discopunctata là một loài bướm đêm trong họ Geometridae.